# Allodia antennata
Allodia antennata är en tvåvingeart som beskrevs av Harrison 1964. Allodia antennata ingår i släktet Allodia och familjen svampmyggor. Inga underarter finns listade i Catalogue of Life.